# Havsa
Havsa là một huyện thuộc tỉnh Edirne, Thổ Nhĩ Kỳ. Huyện có diện tích 589 km² và dân số thời điểm năm 2007 là 21533 người, mật độ 37 người/km².